# Marcus Sandell
Marcus Sandell (Espoo, 23 settembre 1987) è un ex sciatore alpino finlandese.
Era specializzato nelle prove tecniche (slalom gigante e slalom speciale).

## Biografia

### Stagioni 2003-2009
Attivo in gare FIS dal dicembre del 2002, Sandell ha iniziato a gareggiare in ambito internazionale nel 2004: in febbraio infatti ha partecipato ai Mondiali juniores di Maribor, mentre il 1º dicembre ha fatto il suo esordio in Coppa Europa, nello slalom gigante di Levi che non ha completato. Ha debuttato in Coppa del Mondo il 12 novembre 2006 nello slalom speciale di Levi, che non ha completato; nella medesima località pochi giorni più tardi, il 28 novembre, ha colto in slalom gigante il suo primo podio in Coppa Europa (2º) e il giorno successivo la sua prima vittoria nel circuito continentale.

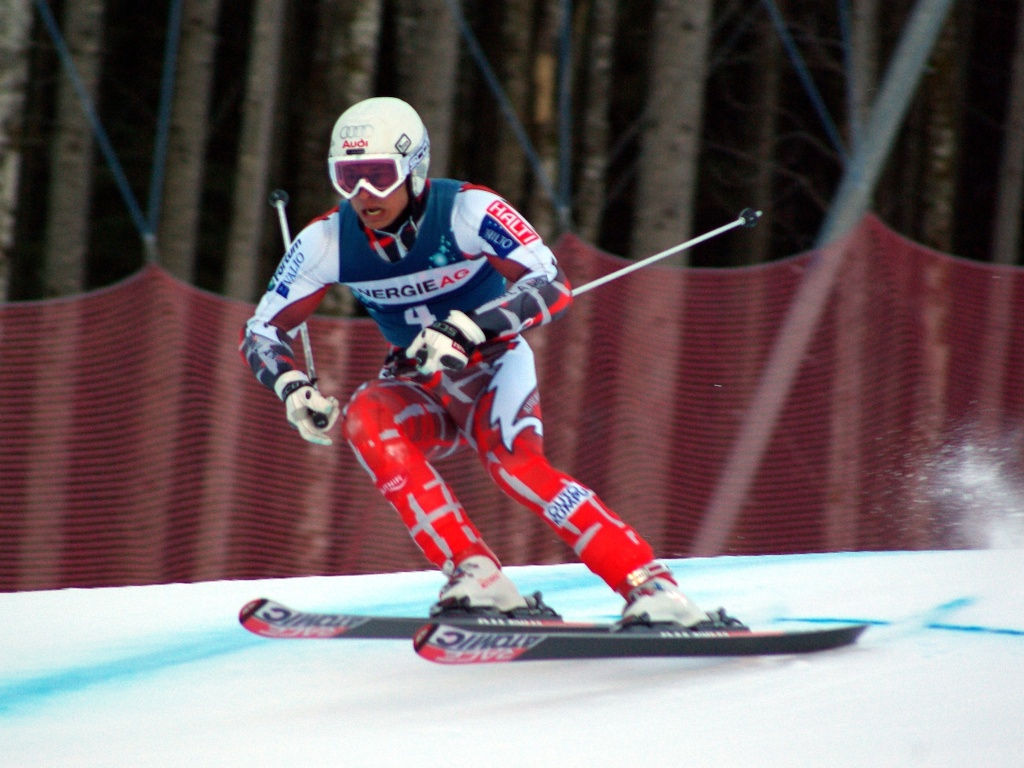
Marcus Sandell impegnato in uno slalom gigante di Coppa Europa a Hinterstoder nel 2008

Nel 2007 ha esordito ai Campionati mondiali (a Åre 2007 non ha portato a termine né lo slalom gigante né la gara di qualificazione dello slalom speciale), ha vinto la medaglia d'argento nello slalom gigante ai Mondiali juniores di Altenmarkt-Zauchensee/Flachau e ha ottenuto a San Vigilio in slalom gigante la sua ultima vittoria in Coppa Europa, il 13 dicembre. L'11 dicembre 2008 ha conquistato a San Vigilio in slalom gigante il suo ultimo podio in Coppa Europa (2º) e ai successivi Mondiali di Val-d'Isère 2009 si è classificato 16º nello slalom gigante e non ha completato lo slalom speciale.

### Stagioni 2010-2018
Il 28 settembre 2009, durante una seduta di allenamento sul ghiacciaio di Pitztal in Austria, la ferite riportate in una caduta hanno portato Sandell a subire l'asportazione di un rene; anche la milza è stata danneggiata. In quella stessa stagione è comunque riuscito a tornare alle gare e ha debuttato ai Giochi olimpici invernali a Vancouver 2010, dove non ha concluso lo slalom gigante. L'anno dopo ai Mondiali di Garmisch-Partenkirchen 2011 si è classificato 10º nello slalom gigante e non ha completato lo slalom speciale, mentre ai successivi Mondiali di Schladming 2013 si è classificato 29º nel supergigante e 12º nello slalom gigante. Sempre nel 2013, il 24 febbraio, ha ottenuto a Garmisch-Partenkirchen in slalom gigante il suo miglior piazzamento in Coppa del Mondo (4º).
Ai XXII Giochi olimpici invernali di Soči 2014, sua ultima presenza olimpica, non ha concluso lo slalom gigante; l'anno dopo ai Mondiali di Vail/Beaver Creek 2015, suo congedo iridato, si è classificato 14º nello slalom gigante. Si è ritirato durante la stagione 2017-2018 e la sua ultima gara in carriera è stata lo slalom gigante di Coppa del Mondo disputato il 3 dicembre a Beaver Creek, non completato da Sandell.

## Palmarès

### Mondiali juniores
- 1 medaglia:
  - 1 argento (slalom gigante ad Altenmarkt-Zauchensee/Flachau 2007)

### Coppa del Mondo
- Miglior piazzamento in classifica generale: 33º nel 2013

### Coppa Europa
- Miglior piazzamento in classifica generale: 8º nel 2007
- Vincitore della classifica di slalom gigante nel 2007
- 6 podi:
  - 3 vittorie
  - 2 secondi posti
  - 1 terzo posto

#### Coppa Europa - vittorie
| Data             | Località        | Paese     | Specialità |
| ---------------- | --------------- | --------- | ---------- |
| 29 novembre 2006 | Levi            | Finlandia | GS         |
| 8 gennaio 2007   | Serre Chevalier | Francia   | GS         |
| 13 dicembre 2007 | San Vigilio     | Italia    | GS         |

Legenda:

GS = slalom gigante

### Nor-Am Cup
- Miglior piazzamento in classifica generale: 48º nel 2013
- 1 podio:
  - 1 secondo posto

### Campionati finlandesi
- 7 medaglie[2]:
  - 2 ori (slalom gigante nel 2008; slalom gigante nel 2009)
  - 5 bronzi (supergigante, slalom speciale nel 2007; supergigante nel 2009; slalom gigante nel 2015; slalom gigante nel 2016)